# شونسوکه کیکوچی
شونسوکه کیکوچی (ژاپنی: 菊地 俊介؛ زادهٔ ۴ اکتبر ۱۹۹۱) یک بازیکن فوتبال اهل ژاپن است.
از باشگاه‌هایی که در آن بازی کرده‌است می‌توان به باشگاه فوتبال شونان بلمار و اشگاه فوتبال اومیا آردیجا اشاره کرد.